# استاروآک‌بولاتوو
استاروآک‌بولاتوو (انگلیسی: Staroakbulatovo) یک شهرک در شهرستان میشکینسکی استان باشقیرستان کشور روسیه است.